# Pseudochirulus caroli
Pseudochirulus caroli е вид бозайник от семейство Pseudocheiridae.

## Разпространение
Видът е разпространен в Индонезия.